# 村上博行
村上 博行（むらかみ ひろゆき、1955年3月31日 - ）は全国犯罪被害者支援NPOギヴアンドギヴ代表。

## 来歴・人物
北海道紋別郡上湧別町（現・湧別町）出身。
1973年北海道遠軽高等学校卒業。1978年に横浜市立大学文理学部物理科を卒業後、北海道標津高等学校教諭、札幌市共同学童保育所オレンジクラブ指導員、土木設計会社員、2005年に個人事業で「ブレインタスク」を設立。
2007年10月1日、「犯罪被害者支援NPOギヴアンドギヴ」の代表となる。自身が損害保険会社に対して示談交渉で高額賠償請求を認めさせた経験から、東京での刑事・民事の訴訟を支援し、両方とも勝訴した。
その後、横浜在住の音楽プロデューサー早川裕が受けたインターネット嫌がらせを支援し、複数の加害者グループの主犯をつきとめた。
さらに札幌、旭川の、地方検察庁での刑事確定記録コピー謄写を実現した。現在では全国の地方検察庁でも可能になっている。
現在は、[NPO 24時間無料相談]で調査する限り、該当するNPOはなく、365日24時間無料相談を行っている唯一のNPO（法人ではない）となっている。
2019年1月20日をもって、名称を「全国犯罪被害者支援ギヴアンドギヴ」に変更した。
師である都筑卓司の記念室を運営している。